# Giovita Scalvini
Giovita Scalvini (geboren am 16. März 1791 in Botticino; gestorben am 1. Januar 1843 in Brescia) war ein italienischer Dichter und Literaturkritiker.

## Leben und Werk
Scalvini studierte Rechtswissenschaft in Bologna und Pavia, entschloss sich dann aber zu einer literarischen Karriere. Ab 1818 lebte er in Mailand und trug literaturkritische Artikel zur Biblioteca italiana bei, die er nach politischen Meinungsverschiedenheiten jedoch 1820 wieder verließ. 1821 wurde er wie zahlreiche andere Personen unter dem Vorwurf, an einer Verschwörung gegen die österreichischen Machthaber seiner lombardischen Heimat beteiligt zu sein, verhaftet. Nach seiner Freilassung im Jahr darauf floh er ins Exil und verbrachte die nächsten 16 Jahre in der Schweiz, in England, Frankreich, Deutschland, den Niederlanden und Belgien. Besonders in London verkehrte er dabei mit anderen italienischen Exilanten wie Ugo Foscolo und Giovanni Berchet (1783–1851). Nach einer Amnestie konnte er 1838 nach Italien zurückkehren, verstarb aber kaum fünf Jahre darauf. Erst 1860 wurde seine gesammelten Schriften von Niccolò Tommaseo herausgegeben und so einer breiteren Leserschaft bekannt. Eine gewisse Renaissance erfuhren seine Schriften seit den 1960er Jahren, als der belgische Romanist Robert van Nuffel eine neue Ausgabe von Scalvinis Gedichten besorgte und auch seine Briefe veröffentlichte.
Scalvinis schmales Werk umfasst nur eine Handvoll literaturkritischer Arbeiten und einige patriotische Gedichte (Il fuoruscito, L’ultimo carme); weiterhin veröffentlichte er 1835 eine Prosaübersetzung von Goethes Faust I. Scalvinis literaturkritische Arbeiten weisen ihn als späten Romantiker aus; so wandte er sich etwa gegen seinen Mentor Foscolo, da ihm dessen Stil allzu streng klassisch erschien, sein Weltbild allzu skeptizistisch. Besondere Aufmerksamkeit verdient sein 1831 in Lugano verfasster Aufsatz über Alessandro Manzonis I promessi sposi. Er nimmt darin Manzoni gegen Angriffe in Schutz, dieser imitiere nur Walter Scott, und rechtfertigt die Form des historischen Romans als durchaus politische Ausdrucksform, da Manzonis Sittenbild des von Fremdherrschaft, Dekadenz und Seuchen geprägten 17. Jahrhunderts durchaus auch Kommentar zum heutigen Italien gelesen werden könne.

## Werkausgaben
- N. Tommaseo (Hg.): Scritti di Giovita Scalvini. Felice Le Monnier, Florenz 1860.
- Gina Martegiani (Hg.): Scritti varii. R. Carraba, Lanciano 1913.
- Robert O. J. van Nuffel (Hg.): Il fuoruscito. Commissione per i testi di lingua, Bologna 1961.
- Paolo Colombo (Hg.): Poesie, Tomo 1, Il fuoruscito. Edizioni Torre d’Ercole, Torbole Casaglia - Brescia, 2022.

## Sekundärliteratur
Enzyklopädieartikel
- Carlo Agliati: Scalvini, Giovita. In: Historisches Lexikon der Schweiz., 2012.
- P.-H. Kucher: Scalvini, Giovita. In: Österreichisches Biographisches Lexikon 1815–1950 (ÖBL). Band 10, Verlag der Österreichischen Akademie der Wissenschaften, Wien 1994, ISBN 3-7001-2186-5, S. 11 f. (Direktlinks auf S. 11, S. 12).
- Mario Marcazzan: Scalvini, Giovita. In: Enciclopedia Italiana, 1936.

Aufsätze, Monographien, Sammelbände
- Benedetto Croce: Di Giovita Scalvini, dei suoi manoscritti inediti, e dei suoi giudizii sul Goethe. In: La Critica 38, 1940.
- Mario Marcazzan: Giovita Scalvini. Collaboratore della “Biblioteca Italiana„. In: Aevum 23:1/2, 1949.
- Bortolo Martinelli (Hg.): Giovita Scalvini, un bresciano d’Europa: atti del convegno di studi 28–30 novembre 1991. Fratelli Geroldi, Brescia 1993.
- Roberta Turchi: Giovita Scalvini. L’ambiente milanese, la «Biblioteca italiana». In: Giornale storico della letteratura italiana 169:542, 1992.
- Raffaele Zanasi: Giovita Scalvini e il romanticismo italiano. In: Giornale storico della letteratura italiana 139:425, 1962.

| Personendaten    | Personendaten                               |
| ---------------- | ------------------------------------------- |
| NAME             | Scalvini, Giovita                           |
| KURZBESCHREIBUNG | italienischer Dichter und Literaturkritiker |
| GEBURTSDATUM     | 16. März 1791                               |
| GEBURTSORT       | Botticino                                   |
| STERBEDATUM      | 1. Januar 1843                              |
| STERBEORT        | Brescia                                     |